# Western Stars
Pour la société de construction de camions, voir Western Star.
Albums de Bruce Springsteen
Springsteen on Broadway
(2018) Letter to You
(2020)
Western Stars est le 19e album studio du chanteur américain Bruce Springsteen sorti le 14 juin 2019.

## Western Stars - Songs from the Film
Le 25 octobre 2019, Western Stars est réédité avec un second CD présentant les treize chansons de l'album plus une reprise de Rhinestone Cowboy de Glen Campbell enregistrées lors d'un concert donné en avril 2019 dans une grange centenaire appartenant au chanteur. Ce concert fait partie du film documentaire Western Stars, coréalisé par Bruce Springsteen et Tom Zimny, et projeté pour la première fois lors de la 44e édition du festival international du film de Toronto en septembre 2019. Le deuxième disque, intitulé Western Stars - Songs from the Film, en est donc la bande originale. Il est également sorti indépendamment le 25 octobre en CD simple et en double vinyle.

## Liste des titres
Toutes les chansons sont écrites et composées par Bruce Springsteen, sauf mention contraire.
| 1.  | Hitch Hikin'                 | 3:37 |
| 2.  | The Wayfarer                 | 4:18 |
| 3.  | Tucson Train                 | 3:31 |
| 4.  | Western Stars                | 4:41 |
| 5.  | Sleepy Joe's Café            | 3:14 |
| 6.  | Drive Fast (The Stuntman)    | 4:16 |
| 7.  | Chasin' Wild Horses          | 5:03 |
| 8.  | Sundown                      | 3:17 |
| 9.  | Somewhere North of Nashville | 1:52 |
| 10. | Stones                       | 4:44 |
| 11. | There Goes My Miracle        | 4:05 |
| 12. | Hello Sunshine               | 3:56 |
| 13. | Moonlight Motel              | 4:16 |

| 1.  | Hitch Hikin' (live)                 |             | 3:43 |
| 2.  | The Wayfarer (live)                 |             | 4:45 |
| 3.  | Tucson Train (live)                 |             | 3:21 |
| 4.  | Western Stars (live)                |             | 4:39 |
| 5.  | Sleepy Joe's Café (live)            |             | 3:41 |
| 6.  | Drive Fast (The Stuntman) (live)    |             | 4:42 |
| 7.  | Chasin' Wild Horses (live)          |             | 5:46 |
| 8.  | Sundown (live)                      |             | 3:12 |
| 9.  | Somewhere North of Nashville (live) |             | 1:59 |
| 10. | Stones (live)                       |             | 5:35 |
| 11. | There Goes My Miracle (live)        |             | 4:00 |
| 12. | Hello Sunshine (live)               |             | 4:22 |
| 13. | Moonlight Motel (live)              |             | 4:01 |
| 14. | Rhinestone Cowboy (live)            | Larry Weiss | 3:18 |

## Classements hebdomadaires
| Classement (2019)                  | Meilleure position |
| ---------------------------------- | ------------------ |
| Allemagne (Media Control AG)       | 1                  |
| Australie (ARIA)                   | 1                  |
| Autriche (Ö3 Austria Top 40)       | 1                  |
| Belgique (Flandre Ultratop)        | 1                  |
| Belgique (Wallonie Ultratop)       | 3                  |
| Canada (Canadian Albums Chart)     | 4                  |
| Danemark (Tracklisten)             | 4                  |
| Écosse (OCC)                       | 1                  |
| Espagne (Promusicae)               | 1                  |
| États-Unis (Billboard 200)         | 2                  |
| États-Unis (Top Rock Albums)       | 1                  |
| Finlande (Suomen virallinen lista) | 3                  |
| France (SNEP)                      | 3                  |
| Irlande (IRMA)                     | 1                  |
| Italie (FIMI)                      | 1                  |
| Norvège (VG-lista)                 | 1                  |
| Nouvelle-Zélande (RIANZ)           | 1                  |
| Pays-Bas (Mega Album Top 100)      | 1                  |
| Portugal (AFP)                     | 1                  |
| Royaume-Uni (UK Albums Chart)      | 1                  |
| Suède (Sverigetopplistan)          | 3                  |
| Suisse (Schweizer Hitparade)       | 1                  |

| Classement (2019)             | Meilleure position |
| ----------------------------- | ------------------ |
| Australie (ARIA)              | 45                 |
| Belgique (Flandre Ultratop)   | 20                 |
| Belgique (Wallonie Ultratop)  | 43                 |
| Écosse (OCC)                  | 5                  |
| Espagne (Promusicae)          | 10                 |
| États-Unis (Billboard 200)    | 141                |
| France (SNEP)                 | 58                 |
| Irlande (IRMA)                | 11                 |
| Pays-Bas (Mega Album Top 100) | 25                 |
| Portugal (AFP)                | 5                  |
| Royaume-Uni (UK Albums Chart) | 11                 |
| Suède (Sverigetopplistan)     | 29                 |

## Certifications
| Pays                 | Certification | Unités certifiées |
| -------------------- | ------------- | ----------------- |
| Allemagne (BVMI)     | Or            | 100 000           |
| Espagne (PROMUSICAE) | Or            | 20 000            |
| Italie (FIMI)        | Platine       | 50 000            |
| Royaume-Uni (BPI)    | Or            | 100 000           |